# Charles Van Den Bussche
Charles Félix François Marie Joseph Van Den Bussche (Antwerpen, 18 oktober 1876 - 9 oktober 1958) was een Belgisch koopman en zeiler.

## Levensloop
Van Den Bussche was van beroep wijnhandelaar. In 1922 kocht zijn onderneming Vanden Bussche & Fils Château Saint-Pierre Sevaistre en zijn wijnmakerij in het Franse Bordeaux.
Daarnaast nam hij als crewlid van de Tan-Fe-Pah deel aan de Olympische Zomerspelen van 1920. Samen met Léon Huybrechts en John Klotz behaalde hij zilver in de klasse '6 meter - international rule 1919' van de zeilcompetitie die gehouden werd voor de kust van Oostende.